# غيمة في سروال
غيمة في سروال (بالروسية: Облако в штанах) هي قصيدة من قصائد الشاعر الروسي فلاديمير ماياكوفسكي كتبها في عام 1914 ونشرت لأول مرة في عام 1915 من قبل ليليا بريك.
تعد هذه القصيدة من أهم قصائد ماياكوفسكي وأنضجها، قبيل الثورة، بدأها عام 1914، وكان عمره اثنتين وعشرين سنة. كان عنوان القصيدة في البداية: «الحواري الثالث عشر». لكن الرقابة لم توافق على هذا العنوان، فاضطر لتغييره إلى: غيمة في سروال قاصداً التهكم على الرقابة والسخرية منها، من ناحية، ومن الناس الرخوين من ناحية ثانية. حدّد ماياكوفسكي نفسه مغزى القصيدة، ومضمونها فكتب: (فليسقط حبكم. فليسقط فنّكم. فليسقط نظامكم. فلتسقط ديانتكم) أربع صرخات لأربعة مقاطع. خرج ماياكوفسكي، عن المألوف، فحطّم الوزن والقافية، وحافظ على الإيقاع، مستفزاً مشاعر الجماهير محرضاَ لها.